# Hymenophyllum pectinatum
Hymenophyllum pectinatum är en hinnbräkenväxtart som beskrevs av Antonio José Cavanilles. Hymenophyllum pectinatum ingår i släktet Hymenophyllum och familjen Hymenophyllaceae. Inga underarter finns listade.